# Energia sonora
Energia sonora é um tipo de energia que pode ser detectada pelo ouvido.
O som é produzido quando dois objetos em contato se movem em direções opostas. A perda simultânea do movimento dos objetos é convertida em som. Basta haver movimento relativo, como quando os objetos movem-se na mesma direção, mas com velocidades diferentes.
Alguns sons são produzidos, mas não são percebidos pelo ouvido humano por serem muito fracos, por estarem muito distantes ou por serem muito fortes.
A vibração das cordas da guitarra e dos pratos da bateria produz, no ar sua volta, uma onda que chega aos nossos ouvidos.

## Percepção do som
O som viaja aos nossos ouvidos como ondas sonoras, que são vibrações no ar. A energia sonora transforma-se em sinais elétricos no ouvido interno, que seguem por nervos até o cérebro e assim percebemos o som.